# Paul Barba-Negra
Pour les articles homonymes, voir Barba (homonymie).
Paul Barba-Negra (ou Paul Barbă Neagră, dans la graphie roumaine), né le 12 février 1929 à Isaccea en Roumanie et mort le 13 octobre 2009 dans le 3e arrondissement de Paris, est un écrivain et cinéaste français d'origine roumaine.

## Biographie

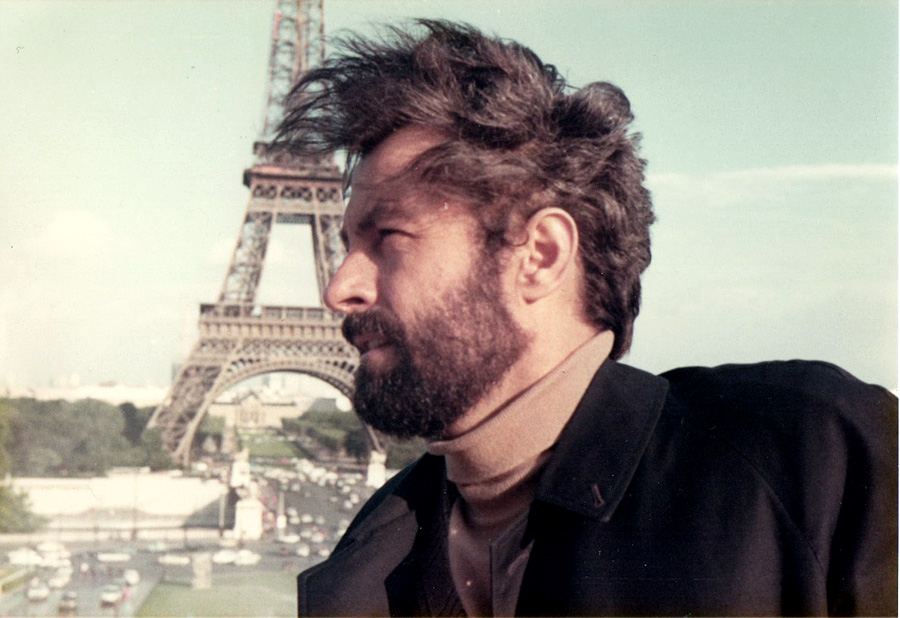
Paul Barba-Negra à Paris

Paul Barba-Negra est né en Roumanie en 1929. Après des études de médecine, il suit les cours de l’Institut d’Art Théâtral et Cinématographique de Bucarest et réalise à partir de 1957 des films documentaires. En 1964, il s'exile en France. 
Réalisateur et scénariste, il est principalement connu pour la réalisation d'une série de douze films documentaires pour la télévision française Architecture et géographie sacrées, diffusée de 1978 à 1985.
Il a appartenu au comité de patronage de Nouvelle École.
Décédé en 2009 à l'âge de 80 ans, une cérémonie religieuse eut lieu en l'hommage du cinéaste le 17 octobre 2009 dans l'église roumaine de la rue Jean-de-Beauvais à Paris (5e), l'église des Saints-Archanges.

## Livres
- Symbolique de Paris : Paris sacré, Paris mythique, en collaboration avec Félix Fernand Schwarz, Éditions du Huitième Jour, Paris, 2004.

## Filmographie
Réalisations pour la télévision (série «Architecture et Géographie sacrées, du tourisme au pèlerinage»)
- 1978 : Versailles : le Palais Temple du Roi Soleil, auteur du texte parlé Jean Phaure, commentaires dits par Jacques Weber, produit par Kronos France Films  - 10/03/1978 – 46 min 14 s
- 1978 : Le Mont Saint-Michel et l'archange lumière, musique originale : Costin Miereanu ; auteur du texte parlé : Jean Phaure ; commentaires dits par Michel Bouquet, Kronos France Films, France Régions 3, 17/03/1978, 53 min, 32 s
- 1978 : Notre Dame de Paris : rosace du monde, auteur du texte parlé : Jean Phaure, texte dit par Michel Bouquet, Kronos France Films, France Régions 3, 24/03/1978, 54 min 28 s
- 1981 : Reims : cathédrale du sacre, Cluny Télé Films, auteur du texte parlé : Jean Phaure, interprète : Michel Bouquet, Paris : France Régions 3, Cluny Télé Films, 04/10/1981, 53 min 01 s
- 1981 : Paris : arche du temps, auteur du texte parlé : Jean Phaure, interprète : Michel Bouquet, Paris : France Régions 3, Cluny Télé Films, 11/10/1981, 53 min 37 s
- 1985 : Le serpent à plumes et les peuples du cinquième soleil, auteur du texte parlé : Fernand Schwarz, interprète : Michel Bouquet, Paris : France Régions 3, Cluny Télé Films, 03/02/1985, 53 min 42 s
- 1985 : Teotihuacan : capitale mythique du Mexique ancien, auteur du texte parlé : Fernand Schwarz, interprète : Michel Bouquet, Paris : France Régions 3, Cluny Télé Films, 27/01/1985 - 54 min 12 s
- 1985 : Delphes : nombril du monde grec, auteur du texte parlé : Fernand Schwarz, interprète : Michel Bouquet, Paris : France Régions 3, Cluny Télé Films, Elliinski Radiophona Tielorassis, 10/02/1985, 54 min 49 s
- 1985 : Égypte : miroir du ciel, auteurs du texte parlé : Fernand Schwarz, Christian Jacq, Henry Montaigu ; interprète : Michel Bouquet, Paris : France Régions 3, Cluny Télé Films, 17/02/1985, 57 min 40 s
- 1985 : Le pharaon : roi-prêtre de l'ancienne Égypte, auteurs du texte parlé : Fernand Schwarz, Christian Jacq, Henry Montaigu ; interprète : Michel Bouquet, Paris : France Régions 3, Cluny Télé Films, 24/02/1985, 55 min 20 s
- 1987 : Osiris : dieu de la résurrection, auteurs du texte parlé : Fernand Schwarz, Christian Jacq, Henry Montaigu ; interprète : Michel Bouquet, Paris : France Régions 3, Cluny Télé Films, 10/03/1985, 49 min 24 s
- 1985 : Le temple grec : berceau du monde moderne, auteur du texte parlé : Fernand Schwarz ; interprète : Michel Bouquet ; musique : Gheorghe Zamfir, Paris : France Régions 3, Cluny Télé Films, Elliinski Radiophona Tielorassis, 24/03/1985, 57 min

Autres réalisations
- 1974 : Dans les pas de Lanza del Vasto, réalisateur : Georges-Alain Baudry, producteur : Paul Barba-Negra & Raluca Sterian, 45 min 54 s, Paris, ORTF[5]
- 1975 : Jean Arp ou le nageur énigmatique, réalisateur : Georges-Alain Baudry, producteur : Paul Barba-Negra ; Raluca Sterian
- 1987 : Mircea Eliade et la redécouverte du sacré, commentateur : Pierre Vaneck ; musique originale : Gheorghe Zamfir, Océaniques, Paris : France Régions 3, Cluny Télé Films, - 30/11/1987, 58 min 38 s
- 1987 : Mircea Eliade, Océaniques, Paris : France Régions 3, Cluny Télé Films, 30/11/1987, 3 min 14 s
- 1990 : Première émission d' "Envoyé spécial", le 18 janvier 1990 : Reportage : Le réalisateur roumain Paul Barba-Negra retourne dans son pays natal.
- 1997 : A travers les Portes de Victor Roman, film vidéo de 52' sur le sculpteur Victor Roman[6].

## Sources
- Le Figaro, 16 octobre 2009
- Le cinéaste Paul Barba Neagra est décédé (1929 – 2009), ICR Paris.
- Paul Barba-Négra "Mircea Eliade et la redecouverte du sacre" (youtube, fragment)
- La redécouverte du sacré – Entretien avec Paul Barba-Negra.